# Alpenglöckchen
Die Alpenglöckchen (Soldanella), auch Soldanellen genannt, sind eine Pflanzengattung innerhalb der Familie der Primelgewächse (Primulaceae). Weitere deutschsprachige Trivialnamen sind Eisglöckchen oder Troddelblumen. Sie sind in den europäischen Gebirgen heimisch. Nach der Bundesartenschutzverordnung sind alle in Deutschland heimischen Arten geschützt. Einige Arten eignen sich als Zierpflanzen für den Steingarten.

## Beschreibung

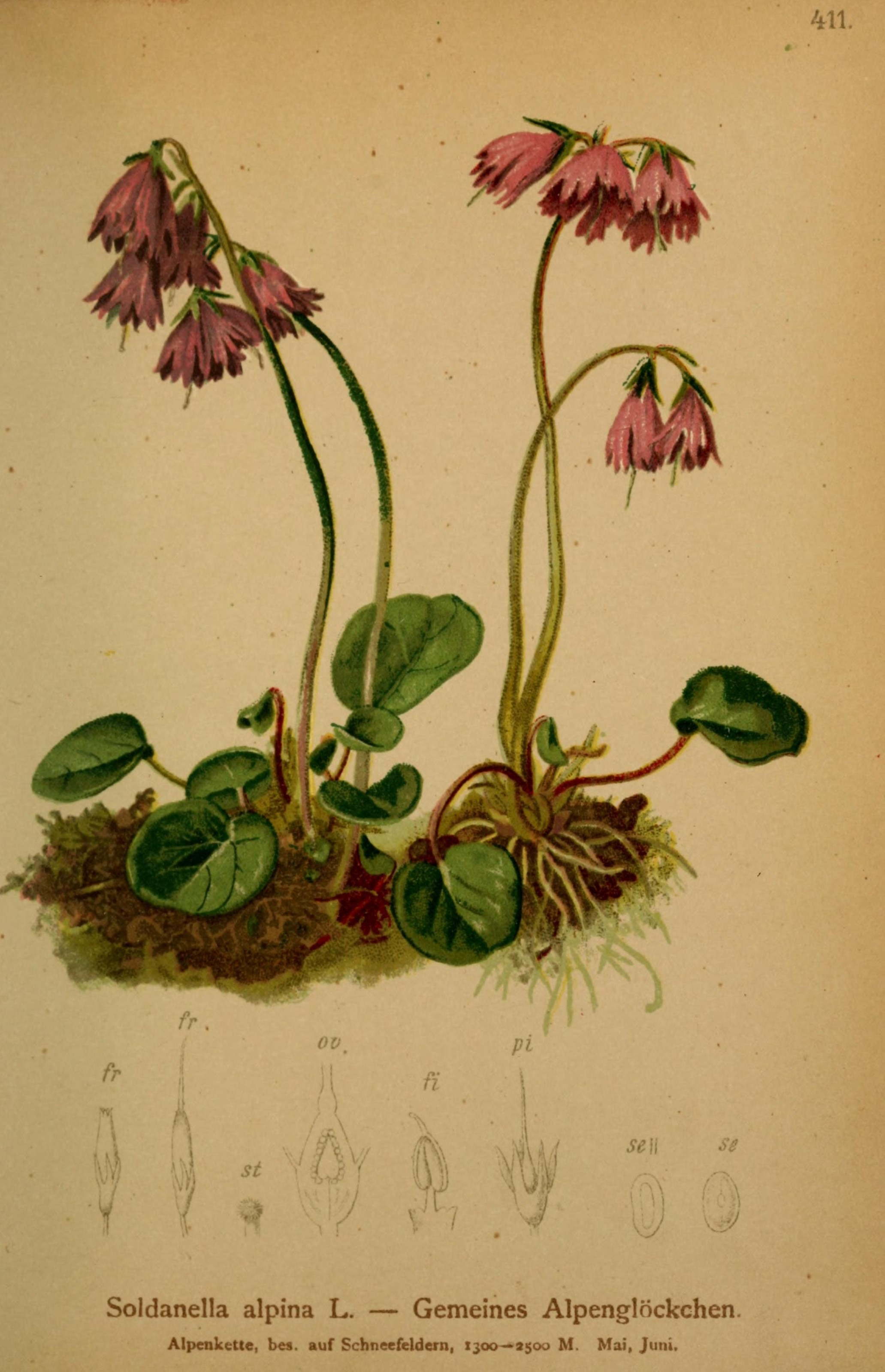
Illustration aus Atlas der Alpenflora der Alpen-Soldanelle (Soldanella alpina)

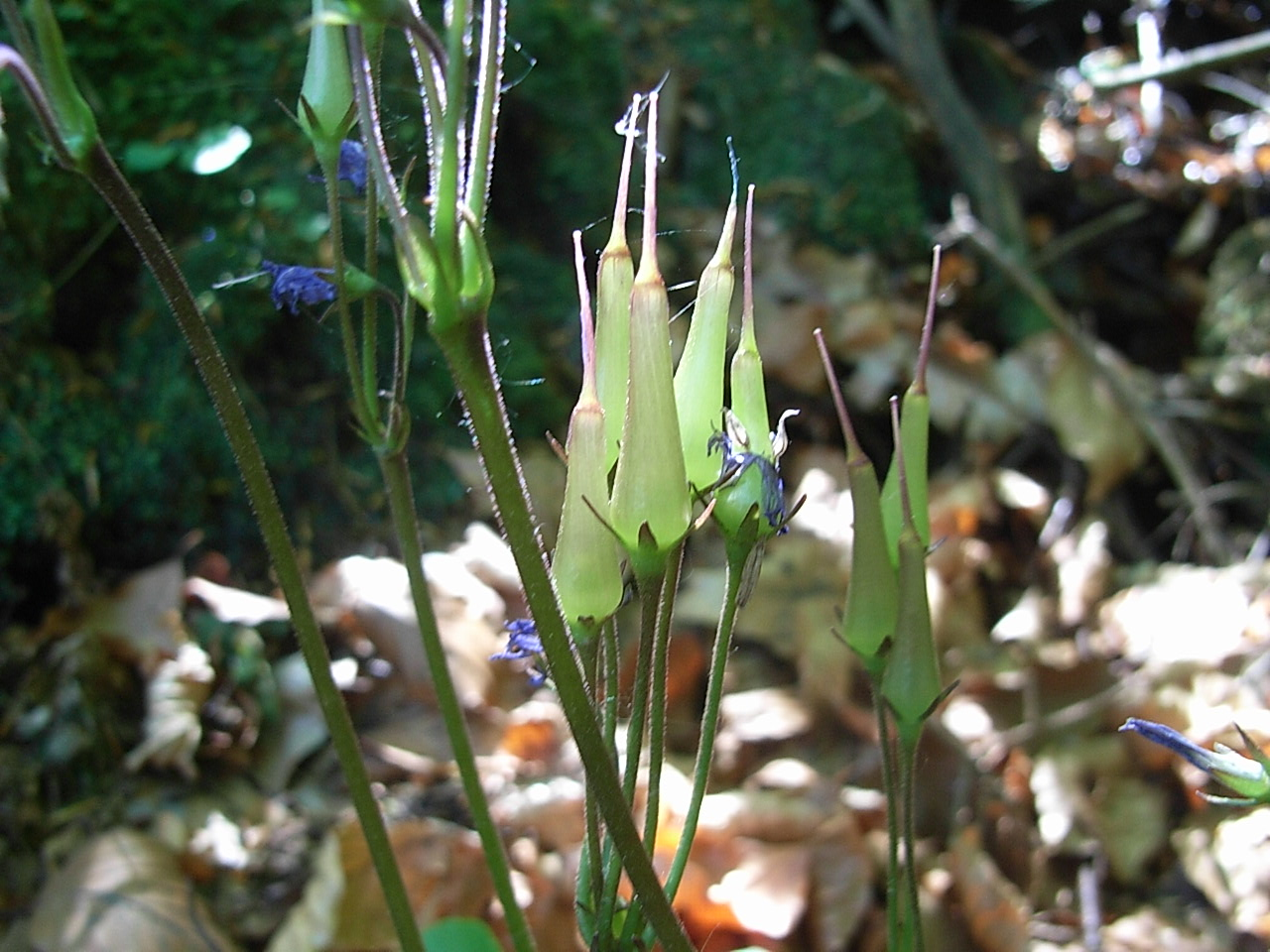
Kapselfrüchte der Wald-Soldanelle (Soldanella montana)

### Vegetative Merkmale
Soldanella-Arten wachsen als immergrüne oder sommergrüne ausdauernde krautige Pflanzen. Die meist grundständigen Laubblätter sind in Blattstiel und Blattspreite gegliedert. Die Blattspreite ist rundlich.

### Generative Merkmale
Auf einem relativ langen Blütenstandsschaft befinden sich in einem Blütenstand bei der Sektion Tubiflores mehrere Blüten, aber bei der Sektion Soldanella nur eine Blüte.
Die zwittrigen Blüten sind fünfzählig. Die fünf Kronblätter besitzen meist violette Töne, selten sind sie weiß. In der Sektion Tubiflores sind die fünf Kronblätter glockenförmig und in der Sektion Soldanella sind sie trichterförmig verwachsen. Immer sind die fünf Kronzipfel ausgefranst. Es ist nur ein (der innere) Kreis mit fünf freien Staubblättern vorhanden. Die Staubfäden sind mit der Kronröhre, aber nicht untereinander verwachsen. In der Sektion Soldanella ist der Griffel lang und in der Sektion Tubiflores kurz.
Die Kapselfrüchte sind fünf- (Sektion Tubiflores) oder zehnzähnig (Sektion Soldanella).

### Chromosomensätze
Bei den meisten Soldanella-Arten wurde eine Chromosomenzahl von 2n = 40 festgestellt, außer bei Soldanella montana sowie Soldanella villosa mit 2n = 38 und Soldanella chrysosticta mit 2n = 38 oder 40.

## Ökologie
Es gibt zwei ökogeographische Gruppen der Alpenglöckchen: eine Gruppe waldbewohnender, montaner und eine Gruppe alpiner Arten.
Die alpinen Soldanella-Arten sind typisch für die Schneeboden-Gesellschaften sogenannter Schneetälchen: Wenn in den Bergen der Schnee an manchen Stellen länger liegen bleibt, sind in den Bereichen, an denen der Schnee dabei ist, abzuschmelzen, bestimmte Arten als erste wieder am Austreiben; die erste Art ist meistens eine Alpenglöckchen-Art.
Die Blüte schmilzt sich an den lange mit Schnee bedeckten Standorten oft schon durch die dünne Schneedecke hindurch. Das Durchschmelzen beruht dabei weniger auf der durch Atmung erzeugten Eigenwärme der Pflanze als vielmehr auf der Absorption der Sonnenwärme durch die dunklen Knospen und Blütenstiele.
Die Bestäubung erfolgt durch Insekten (Bienen, Hummeln, Schmetterlinge); für eine vermutete Selbstbestäubung bei Soldanella alpina gibt es keinen experimentellen Beweis.

## Evolutionsgeschichte und Verbreitung

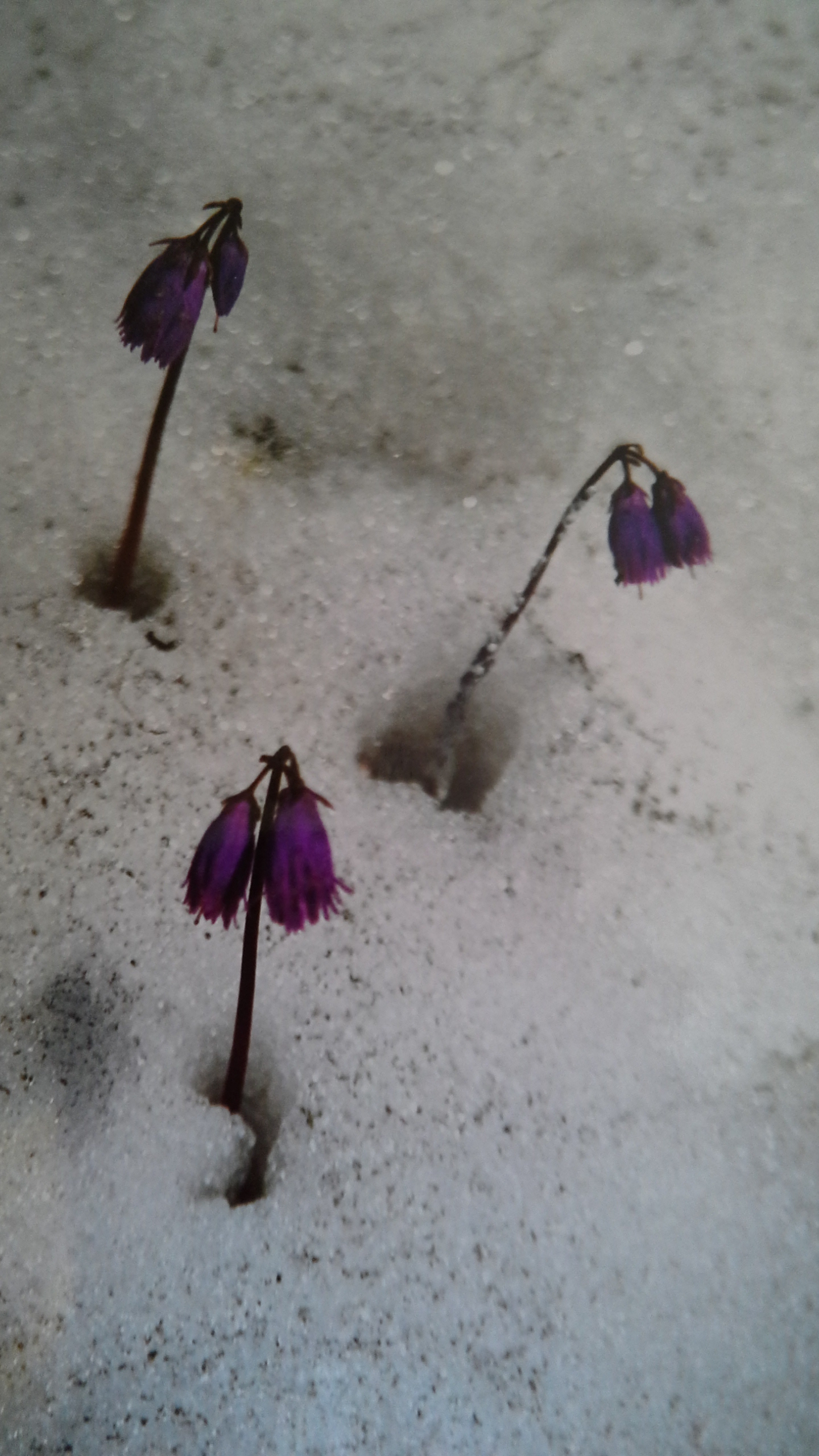
Durch die Schneedecke schmelzende Alpen-Soldanelle in der Nähe des Scharecks Mitte Juni 2001.

Die Gattung Soldanella ist im Tertiär in den Alpen entstanden (alpigen). In den Alpen gibt es sechs Arten.

## Systematik
Der Gattungsname Soldanella wurde 1753 von Carl von Linné in Species Plantarum, Tomus I, S. 144, erstveröffentlicht. Typusart ist Soldanella alpina L. Die botanische Bezeichnung Soldanella war schon im 16. Jahrhundert gebräuchlich: Sie soll darauf zurückzuführen sein, dass die rundlich-nierenförmigen Rosettenblätter an die als Soldi bekannten italienischen Münzen erinnerte.
Die Gattung Soldanella wird in zwei Sektionen gegliedert:
- Sektion Tubiflores (Borbás) Knuth: mit den beiden überwiegend in den Hochlagen der Gebirge vorkommenden Arten Soldanella minima und Soldanella pusilla.
- Sektion Soldanella: mit den restlichen Arten.

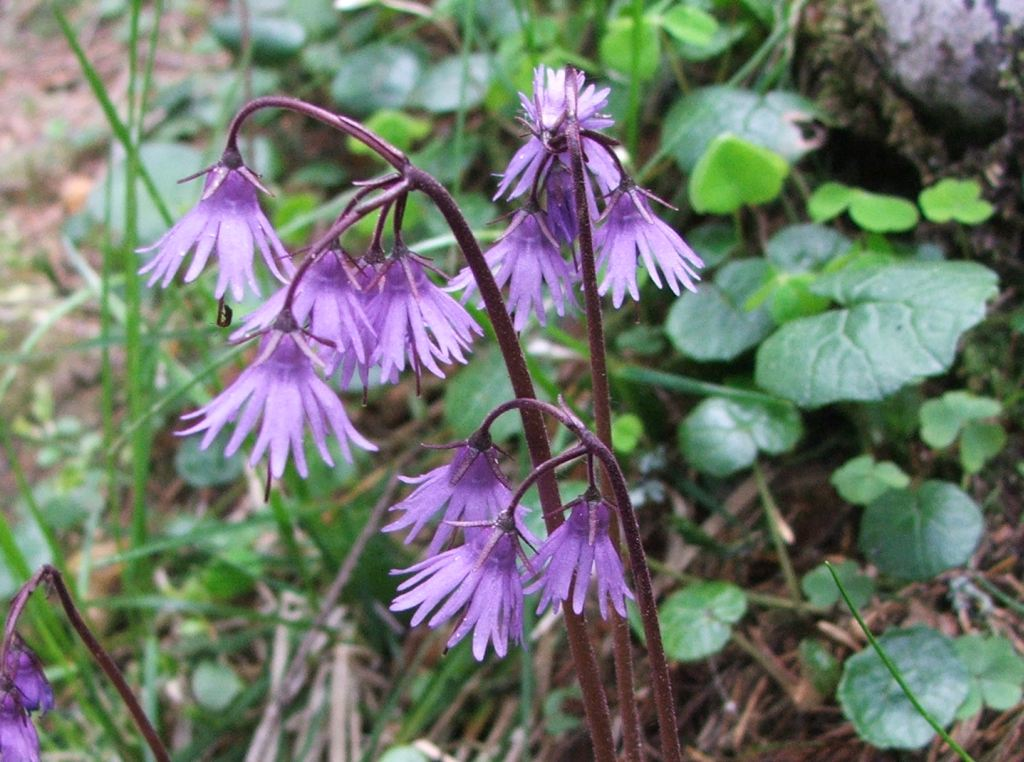
Mehrblütige Blütenstände der Karpaten-Soldanelle (Soldanella carpatica)

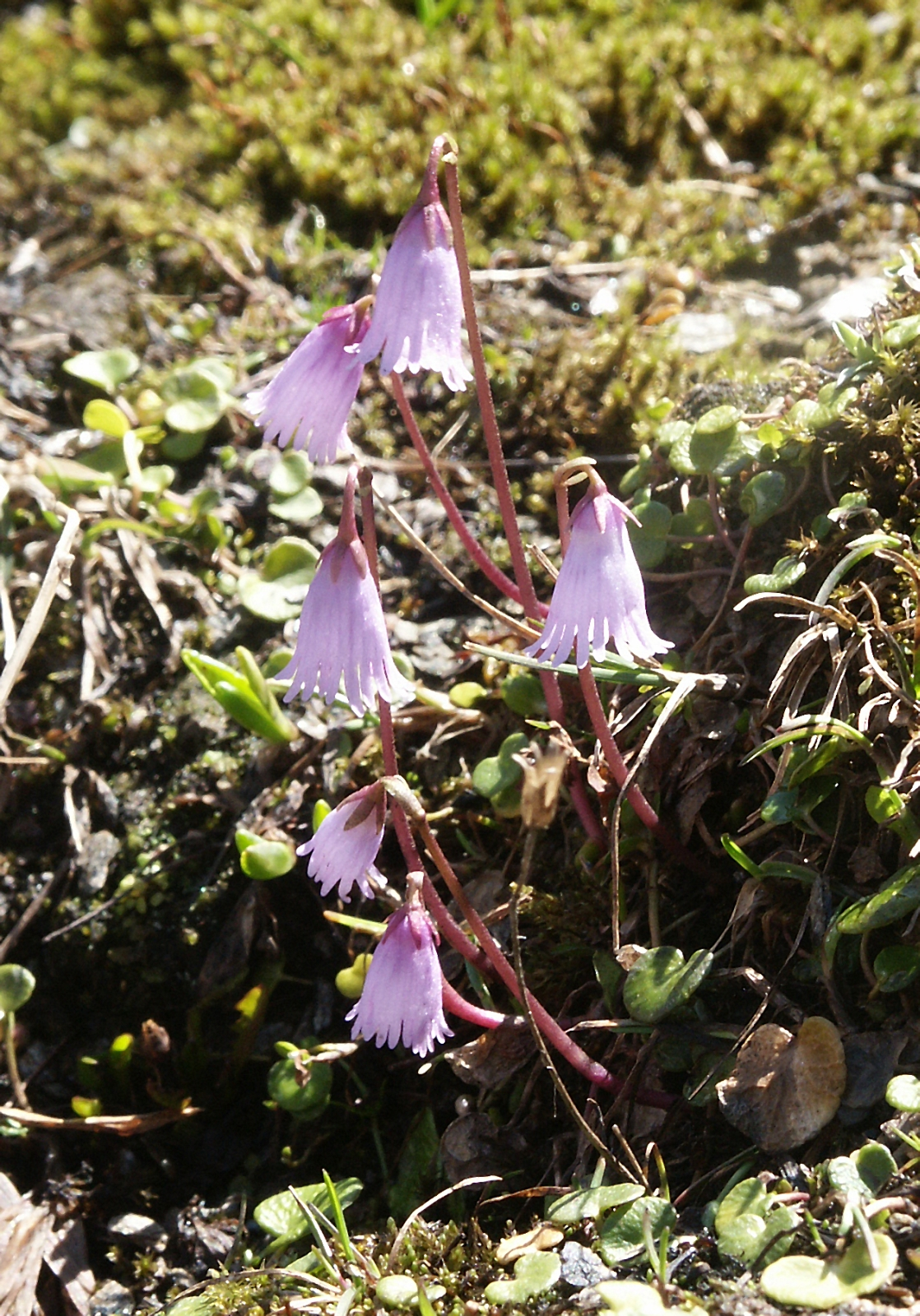
Einblütige Blütenstände der Zwerg-Soldanelle (Soldanella pusilla)

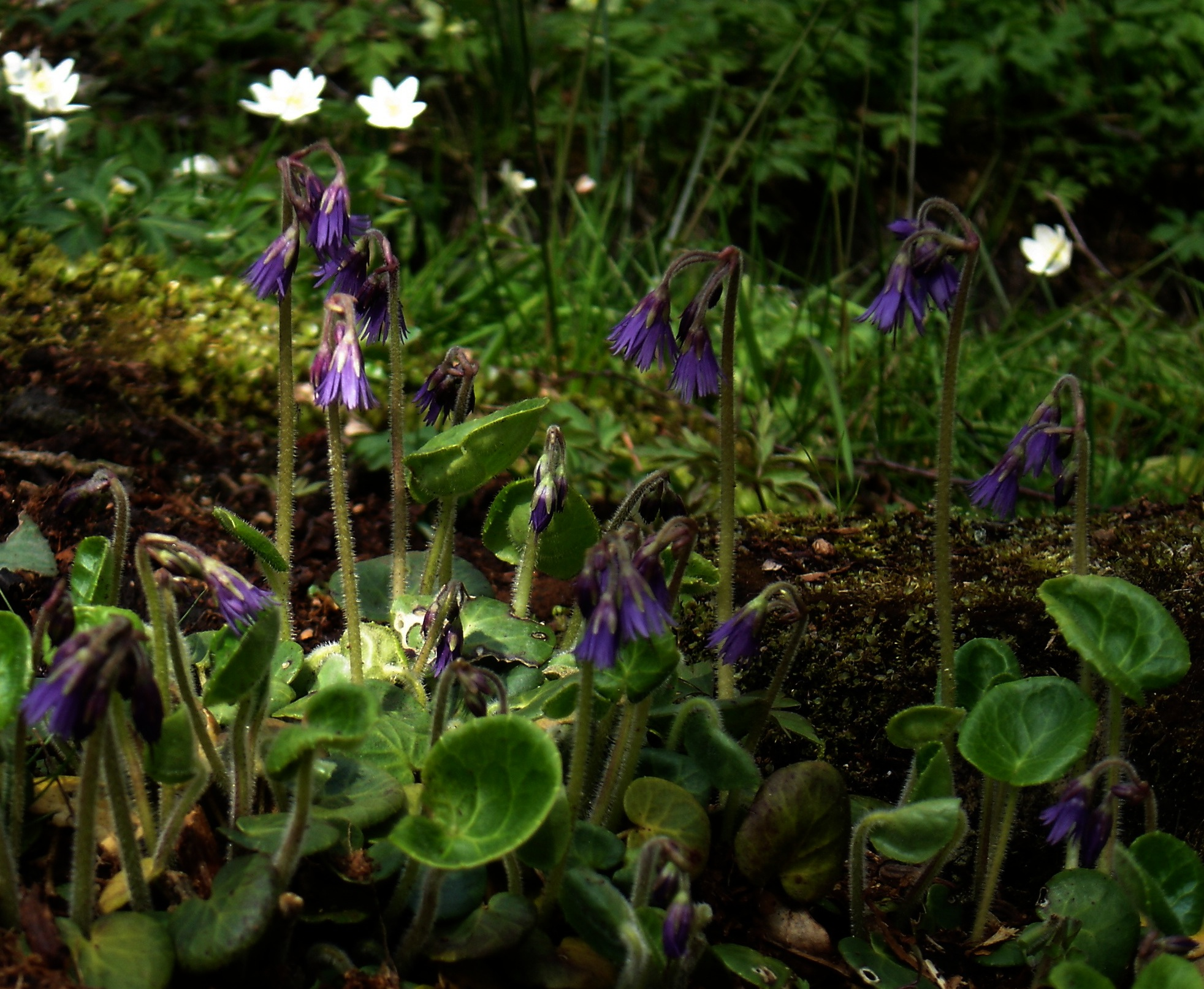
Zottige Soldanelle (Soldanella villosa)

### Arten und ihre Verbreitung
Es gibt nach Zhang und Kadereit (2002, 2004) 16 Soldanella-Arten und 4 Unterarten, dazu kommt eine später veröffentlichte Unterart:
- Alpen-Soldanelle (Soldanella alpina L.): Es gibt zwei Unterarten:
  - Soldanella alpina subsp. alpina (Syn.: Soldanella clusii F.W.Schmidt, Soldanella montana Willd. var. clusii (F.W.Schmidt) Thomé): Sie kommt in den Pyrenäen, dem Zentralmassiv, den Alpen, dem Apennin und den Dinarischen Alpen vor.
  - Soldanella alpina subsp. cantabrica A.Kress: Sie kommt nur in Spanien im Kantabrischen Gebirge vor.
- Soldanella angusta L.B.Zhang (Syn.: Soldanella montana subsp. faceta A.Kress): Sie kommt in den östlichen Karpaten in Rumänien und in der Ukraine vor.
- Soldanella calabrella A.Kress: Sie ist ein Endemit  Kalabriens (Italien).
- Karpaten-Soldanelle (Soldanella carpatica Vierh., Syn.: Soldanella montana Willd. var. carpatica (Vierh.) Grint.): Sie kommt nur auf der polnischen und der slowakischen Seite des Tatra-Gebirges vor.
- Soldanella chrysosticta A.Kress: Sie kommt in Serbien, Bulgarien und Griechenland vor.
  - Soldanella chrysosticta subsp. chrysosticta: Sie kommt in Bulgarien und im östlichen Serbien.[2]
  - Soldanella chrysosticta subsp. pelia (Raus) Raus: Dieser Endemit kommt im östlichen zentralen Griechenland vor.[2]
- Ungarische Soldanelle (Soldanella hungarica Simonk.): Dieser Endemit kommt nur in den südlichen Karpaten in Rumänien vor und fehlt in Ungarn.
- Soldanella major (Neilr.) Vierh. (Syn.: Soldanella alpina var. major Neilr., Soldanella hungarica Simonk. subsp. major (Neilr.) Pawowska, Soldanella stiriaca F.K.Meyer): Sie kommt in den Ostalpen in Österreich und den südwestlichen Karpaten in Rumänien vor.
- Soldanella marmarossiensis Klášt. (Syn.: Soldanella montana Willd. var. repanda Grint.): Sie kommt in den östlichen Karpaten und im Tatra-Gebirge in Polen, Slowakei, Rumänien und der Ukraine vor. Niederle (2004) weist diesem Taxon den Namen Soldanella haretii G. Grint zu.[3]
- Soldanella minima Hoppe (Syn.: Soldanella alpina var. minima (Hoppe) Fiori, Soldanella alpina var. rotundifolia Seringe), mit den Unterarten:
  - Österreichische Soldanelle (Soldanella minima subsp. austriaca (Vierh.) Lüdi, Syn.: Soldanella austriaca Vierh.): Dieser Endemit kommt nur in den Nordostalpen in Österreich und Bayern vor.
  - Kleinste Soldanelle (Soldanella minima subsp. minima, Syn.: Soldanella minima f. cyclophylla (Beck) Vierh., Soldanella minima f. biflora R.Schulz, Soldanella minima f. coerulea R.Schulz, Soldanella minima f. longistyla R.Schulz, Soldanella minima f. latifolia Cristofolini & Pignatti): Sie kommt in den West- und Südalpen vor.
  - Soldanella minima subsp. samnitica Cristofolini & Pignatti: Die Kronröhre ist schmaler und nur auf etwa ein Fünftel der Länge der Kronblätter geteilt als bei subsp. minima. Sie ist ein Endemit der Abruzzen (Nationalpark Majella).
- Wald-Soldanelle (Soldanella montana Willd.): Sie kommt in den Nordostalpen und nordwärts bis Tschechien und dem östlichen Bayerischen Wald vor.
- Soldanella oreodoxa L.B.Zhang: Dieser Endemit kommt nur im zentralen Transsylvanien in Rumänien vor.
- Soldanella pindicola Hausskn. (Syn.: Soldanella montana Willd. var. pindicola (Hausskn.) Grint.): Sie kommt in nordwestlichen Griechenland, Albanien, Mazedonien, Kosovo, Montenegro und Serbien vor.
- Zwerg-Soldanelle (Soldanella pusilla Baumg.), mit den Unterarten:
  - Soldanella pusilla subsp. pusilla (Syn.: Soldanella pusilla var. biflora Borbás, Soldanella pusilla f. obliqua Györffy, Soldanella pirinica F.K.Meyer, Soldanella pusilla subsp. pirinica (F.K.Meyer) J.Chrtek): Sie kommt nur in den südlichen Karpaten Rumäniens und im Rila- und Pirin-Gebirge Bulgariens vor.
  - Soldanella pusilla subsp. alpicola (F.K.Meyer) J.Chrtek (Syn.: Soldanella alpicola F.K.Meyer, Soldanella alpina var. minor Seringe, Soldanella alpina var. cylindrica Seringe, Soldanella alpina var. uniflora Steinberger, Soldanella pusilla var. parviflora Freyn, Soldanella pusilla var. chrysosplenifolia J.Murr, Soldanella pusilla f. calcicola Vierh., Soldanella pusilla f. diversifolia Zenari, Soldanella pusilla var. carestiae Cristofolini & Pignatti): Sie kommt in den Alpen und im nördlichen Apennin vor.
- Soldanella rhodopaea F.K.Meyer: Dieser Endemit kommt nur auf der bulgarischen und griechischen Seite der Rhodopen vor.
- Soldanella rugosa L.B.Zhang: Sie kommt in nur in den östlichen Karpaten Rumäniens vor. Niederle (2004) weist dieser Art den Namen Soldanella marmarossiensis zu.[3]
- Zottige Soldanelle (Soldanella villosa Darracq, Syn.: Soldanella montana Willd. var. villosa (Darracq) Grint., Soldanella montana Willd. subsp. villosa (Darracq) Lüdi): Sie ist in den westlichen Pyrenäen und im Kantabrischen Gebirge beheimatet.